# Rudi Fischer
Rudolf "Rudi" Fischer (n. 19 aprilie 1912 - d. 30 decembrie 1976) a fost un pilot elvețian de Formula 1 care a evoluat în Campionatul Mondial între anii 1951 și 1952.